# Піроаурит
Піроаурит (рос. пироаурит; англ. pyroaurite; нім. Pyroaurit m) — мінерал, водний гідроксилкарбонат магнію та тривалентного заліза шаруватої будови.

## Загальний опис
Хімічна формула: Mg6(Fe3+)2(OH)16[CO3]•4H2O.
Склад у % (з родов. Лангбан, Швеція): MgO — 34,04; Fe2O3 — 23,92; CO2 — 7,24; H2O — 34,56.
Сингонія ромбічна. Дитригонально-скаленоедричний вид. Утворює дрібні пластинчасті кристали.
Густина 2,12.
Твердість 2,5-3,0.
Колір золотисто-жовтий, жовтуватий, до коричнево-білого, зеленуватого.
Блиск восковий до скляного, перламутровий полиск. Прозорий. У шліфах безбарвний. Базальні пластинки з довершеною спайністю.
Пластинки гнучкі, але не еластичні, кришаться на порошок. Поліморфний з шегренітом. Ізоструктурний з гідроталькітом і стихтитом.
Зустрічається в жилах в р-ні Лангбану і на копальні Мосс (Швеція) разом з шегренітом, бруситом, кальцитом, гідромагнезитом та ін. Знайдений в азбестових копальнях на Уралі.
Від піро… і лат. «aurum» — золото (L.J.Igelström, 1865).